# Ninguém É de Ninguém (filme)
Ninguém É de Ninguém, é um filme brasileiro, dos gêneros drama e espiritualista, escrito e dirigido por Wagner de Assis, com lançamento em 20 de abril de 2023. O roteiro foi baseado na livro homônimo Ninguém é de ninguém (2000), psicografado pela médium Zíbia Gasparetto, sob a suposta influência do espírito "Lucius".

## Elenco
O elenco principal do filme:
- Carol Castro – doutora Gabriela
- Danton Mello – Roberto, marido de Gabriela
- Rocco Pitanga – doutor Renato
- Paloma Bernardi – Gioconda, esposa do doutor Renato
- Stepan Nercessian (participação) – Eriberto, investigador particular
- Charles Myara (participação) – bruxo

## Enredo
A trama segue o casal Gabriela e Roberto, com dois filhos. Roberto perdeu o emprego e quem sustenta a casa é Gabriela, mas com o passar do tempo ele se vê preso a um ciúme doentio pela esposa, seguindo-a em qualquer lugar, fantasiando que sua esposa está tendo um caso com o chefe dela. Doutor Renato e sua esposa Gioconda também são um casal que está passando por dificuldades. O ciúme, o desespero e a falta de confiança fazem com que esses dois casais tenham suas vidas entrelaçadas por mentiras, relacionamentos desgastantes e tragédias. A medida que os cônjuges se prendem a fantasias irreais de seus pares, a história vai se desenvolver.